# رايسة كيلي
كارين (بالفرنسية: Raissa Kelly)‏ أو رايسة كيلي (ولدت في بلوة سنة 1976) مغنية فرنسية بلهجة تشلحيت.

## سيرة ذاتية
ولدت كيلي في عام 1976 لأبوين فرنسيين وبرتغاليين يعيشان في بلدية بلوة في مقاطعة لوار وشير في فرنسا.
زارت كيلي رفقة عائلتها مدينة الدار البيضاء بالمغرب في عام 1988. وكانت تبلغ من العمر 12 عامًا خلال هذه الرحلة التي ألهمتها وحفزتها لمعرفة المزيد عن الثقافة واللغات المغربية.
تمت دعوة كيلي في نهاية عام 1991 للغناء بتشلحيت في المسرح الوطني لمحمد الخامس في الدار البيضاء. بعد هذا الظهور، ساعدها العديد من الفانين مثل حسن أرسموك وبالخصوض حسن أكلاو لتبدأ مسيرتها الفنية باسمها المستعار كيلي.

## أغانيها
أنتجت كيلي العديد من الأغاني منذ بدايتها خلال أوائل التسعينات حتى آخر ألبوم لها في عام 2002. بعض أغانيها:
- ألبوم 1996 مع حسن أكلاو - وردة فيزيون[6]
  - اربي مولاي سيدي مولانا
  - ماني موسول نكا
  - أوريد أوكان
  - أرسول تالات
  - المسامحة
  - أ مونات
- ألبوم 2002 - وردة فيزيون[7]
  - أبو طابلا
  - مرحبا يا مرحبا
  - غيكا تݣا تودرت
  - تيميزار
  - حورما يا سيدي لعفو
  - يويغكيد ألوبان إتفيليت